# Campionati mondiali di karate 1980
La 5ª edizione dei campionati mondiali di karate si è disputata a Madrid nel 1980. È stata la prima edizione ad ospitare prove femminili (kata individuale). Alla competizione hanno partecipato 800 karateka provenienti da 48 paesi del mondo. 

## Medagliere
| Posizione | Nazione     | Oro | Argento | Bronzo | Totale |
| --------- | ----------- | --- | ------- | ------ | ------ |
| 1         | Giappone    | 4   | 4       | 2      | 10     |
| 2         | Spagna      | 3   | 0       | 6      | 9      |
| 3         | Francia     | 1   | 2       | 2      | 5      |
| 4         | Stati Uniti | 1   | 2       | 1      | 4      |
| 5         | Italia      | 1   | 0       | 1      | 2      |
| 6         | Paesi Bassi | 0   | 1       | 3      | 4      |
| 7         | Paraguay    | 0   | 1       | 0      | 1      |
| 8         | Messico     | 0   | 0       | 2      | 2      |
| 9         | Regno Unito | 0   | 0       | 1      | 1      |

## Podi

### Kata
| Posizione | Karateka       |
| --------- | -------------- |
| 1         | Keji Okada     |
| 2         | Masashi Koyama |
| 3         | Romero         |

| Posizione | Karateka       |
| --------- | -------------- |
| 1         | Suzuko Omamura |
| 2         | Mie Nakayama   |
| 3         | María Moreno   |
| 3         | Marina Sasso   |

### Kumite
| Posizione | Karateka          |
| --------- | ----------------- |
| 1         | Ricardo Abad      |
| 2         | Jean-Louis Granet |
| 3         | Apsuero           |
| 3         | Sugiyama          |

| Posizione | Karateka       |
| --------- | -------------- |
| 1         | Toshiaki Maeda |
| 2         | Yoshikazu Ono  |
| 3         | Arsenal        |
| 3         | F. Hita        |

| Posizione | Karateka        |
| --------- | --------------- |
| 1         | Damien Gonzales |
| 2         | Thierry Masci   |
| 3         | Â               |
| 3         | Schenker        |

| Posizione | Karateka     |
| --------- | ------------ |
| 1         | Sadao Tajima |
| 2         | Imamatsu     |
| 3         | Aguilar      |
| 3         | Fred Royers  |

| Posizione | Karateka      |
| --------- | ------------- |
| 1         | T. Hill       |
| 2         | Amarilla      |
| 3         | Otti Roethoff |

| Posizione | Karateka         |
| --------- | ---------------- |
| 1         | Jean-Luc Montama |
| 2         | Silver Whyte     |
| 3         | William Blanks   |
| 3         | Sias             |

| Posizione | Karateka            |
| --------- | ------------------- |
| 1         | Giovanni Ricciardi  |
| 2         | William Blanks      |
| 3         | Jean-Pierre Carbila |
| 3         | Hisao Murase        |

| Posizione | Nazione     |
| --------- | ----------- |
| 1         | Spagna      |
| 2         | Paesi Bassi |
| 3         | Francia     |
| 3         | Regno Unito |

## Fonti
- (EN) Sito della Federazione Mondiale di Karate, su wkf.net. URL consultato il 21 marzo 2008 (archiviato dall'url originale il 27 settembre 2007).